# Liparetrus discipennis
Liparetrus discipennis is een keversoort uit de familie bladsprietkevers (Scarabaeidae). De wetenschappelijke naam van de soort is voor het eerst geldig gepubliceerd in 1831 door Guerin-Meneville.